# Spilimbergo
Spilimbergo este o comună din provincia Pordenone, regiunea Friuli-Veneția Giulia, Italia, cu o populație de 11.833 locuitori (1 ianuarie 2023) și o suprafață de 71,88 km².

## Demografie
Spilimbergo - evoluția demografică

|  | Graficele sunt indisponibile din cauza unor probleme tehnice. Mai multe informații se găsesc la Phabricator și la wiki-ul MediaWiki. |

Date: Recensăminte sau birourile de statistică - grafică realizată de Wikipedia